# パオロ・サルバティ

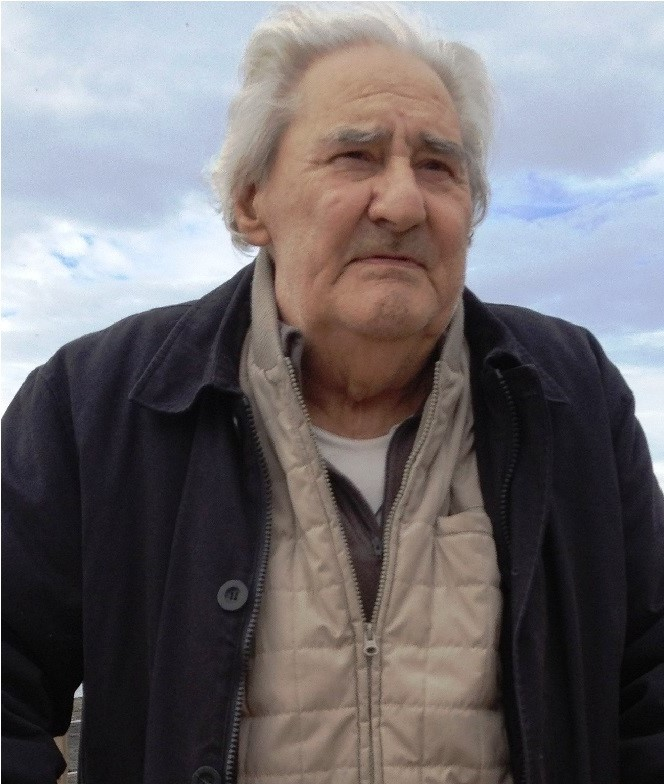
パオロ・サルバティ

パオロ・サルバティ（Paolo Salvati, 1939年2月22日 - 2014年6月24日)は、イタリアの画家である。

## 略歴
パオロ・サルヴァーティでした は、心理的特徴をテーマに個人の内面性を表すメタファーとして、強い色彩的印象を用いて風景を詩的に表現することに深く傾倒したイタリア人造形芸術家。
1960年から建築家マルチェッロ・ルテッリの事務所に出入りし、1962年にアラトリ造形芸術ビエンナーレ（Biennale di Alatri di Arti figurative）に出展。その後、1966年にサルデーニャに移住し、1973年までの間にカリアリ、ボーザ、オリスターノ、パウリラーティノ、ギラルザ、カステルサルドで作品を発表した。1968 年にはパウリラティーノ市によって作品1点が買い上げられている。1974年、ジュゼッペ・アヴァルナは彼にマラルメを引用した詩を捧げた。1975年、トリニタ・デイ・モンティの造形芸術展（Rassegne Arti plastiche e figurative di Trinità dei Monti）に出展した際には、風景画が自動車メーカー、フォードの重役夫人によって購入された。1980年より、マルグッタ通り画家センター（Centro Pittori via Margutta）のメンバーとなる。サルヴァーティは、木材の下地に金箔を貼る専門的な技術を有していた。また、1977年からは、ローマのナヴォーナ広場で肖像画家と細密画家として活動した
1987年、ギャラリーApollodoroにて、マイケル・グレイヴス、ハンス・ホライン、磯崎新、パオロ・ポルトゲージ、エットレ・ソットサスと共に、「L’ora degli architetti（建築の時間）」の展覧会を行う。1993年、画家のパトロンとなるアゴスティーノ・キージ・アルバーニ・デッラ・ローヴェレ王子と知り合い、彼によって複数の絵画が購入された。1995年、ギャラリーDoriaにて展示を行う。1996年、ArtItalia賞の一等を受賞。2000年には、絵画作品「Le stalle（納屋）」がアンティーコリ・コッラードの現代美術館により購入される。
2005年、ラツィオ州の名誉市民となる。2008年はパリに滞在。2009年、トラーニにてジュゼッペ・デ・ニッティス財団の企画による現代アート・ビエンナーレ（Biennale d’arte Contemporanea）に出展。
2010年には、Unicaシリーズとして一連の肖像画を制作。2012年、イタリア共和国功労勲章（Cavaliere O.M.R.I.）を授与される。同年10月20, 21日、レーサーのアンドレア・パルマの操縦で、Unicaシリーズの最初の作品Isabòがフロントに描かれたFerrari F430 がモンツァのサーキットを走行。2014年6月24日ローマにて逝去。彼の棺はローマのヴェラーノ墓地の記念碑第一群に埋葬されている。2016年、聖ジョージ騎士団勲章‐スペイン（Cavaliere di Merito S.M.O.C.S.J ramo di Spagna）が死亡叙勲された。
アカデミックな形式主義から解放され、彼は幻想の作品を強調して叙情的に描き、非常に個性的な色を使用した 。

## 作品
- 「青い木」
- 「植木鉢」
- 「幻想画」
- 「ナヴォーナ広場」

## アートブック
- National Diet Library、モノグラフ、パオロ・サルバティ。